# مرمنريا نوتاتا
مرمنريا نوتاتا (بالإنجليزية: Merimnetria notata)‏ هي فراشة من عائلة العنجوليات (Gelechiidae). وقد وصفها اللورد والسينغهام لأول مرة عام 1907. يعيش هذا النوع من الفراشات في جزيرة مولوكاي في هاواي.
يبلغ طول جناحيها حوالي 14 ملم، الأجنحة الأمامية بيضاء مائلة للصفرة مع بقعة سوداء صغيرة عند المركز، وبقعة أكبر منتشرة بالقرب من الوسط، ورقعة مثلثة قبل المنتصف، تصل ذروتها إلى الطية، ورقعة في نهاية الخلية والأخرى الأصغر قبل القمة مع سلسلة من البقع السوداء المتصلة تقريبًا في الطرف الأبيض المائل للصفرة والأهداب في الاطراف، والأجنحة الخلفية رمادية شاحبة.
تقوم يرقات هذا النوع من الفراشات بالتغذي على أوراق نبات من نوع Kaduaspecies.